# Schizoprymnus elongatus
Schizoprymnus elongatus är en stekelart som först beskrevs av Szepligeti 1898.  Schizoprymnus elongatus ingår i släktet Schizoprymnus och familjen bracksteklar. Inga underarter finns listade i Catalogue of Life.